# حسن‌بیگ آقایف
حسن بیگ آقایف (ترکی آذربایجانی: Həsən bəy Ağayev)، (تاریخ تولد ۱۸۷۵ در یِلیزاوتپول - شهر گنجه فعلی- تاریخ فوت ۱۹ ژوئیه ۱۹۲۰ در تفلیس)- از چهره‌های شاخص سیاسی و اجتماعی آذربایجان، روزنامه‌نگار، دکتر، معلم، نائب رئیس مجلس جمهوری دموکراتیک آذربایجان بود.

## زندگی‌نامه
حسن بیگ آقایف سال ۱۸۷۵ در شهر الیزابت‌پول به دنیا آمد. پس از پایان تحصیلات در کالج کلاسیک گنجه، در سال ۱۹۰۱ با هزینه حاجی زین‌العابدین تقی‌اف از دانشکده علوم پزشکی دانشگاه مسکو فارغ‌التحصیل شد و با مراجعت به میهن مشغول به فعالیت پزشکی شد. طی سال‌های ۱۹۰۶ و ۱۹۰۷ ناچار به زندگی در آذربایجان شد. در سال ۱۹۰۷ به ریاست کمیته مرکزی کنگره معلمان مسلمان قفقاز در باکو انتخاب شد و عضو سازمان «دفاعی» بود.
فقط چند روز پس از سقوط رژیم سلطنت، در گنجه همراه با چهره‌های برجسته کمیته ملی گنجه که پیشتر سازمان «دفاعی» را تأسیس کرده بودند- شفیع بیگ رستم بیگلی، خلیل بیگ خاص محمداف، برادران شیخ زمانلی و غیره به رهبری نصیب بیگ یوسف بیگلی نخستین بار «فرقه عدم مرکزیت ترک» که در تاریخ آذربایجان یک حزب به لحاظ کیفی جدید و مقید به ارزش‌های فرهنگی اروپا بود، را پایه‌گذاری کرد (۱۹۱۷). وی پس از تلفیق این حزب با حزب «مساوات»، به عنوان عضو کمیته مرکزی آن انتخاب گردید.
در تاریخ ۲۸ ماه می ۱۹۱۸ حین تصویب اعلامیه استقلال آذربایجان در جلسه شورای ملی آذربایجان در تفلیس، حسن بیگ آقایف معاون محمد امین رسولزاده رئیس شورای ملی بود و شخصاً در این رویداد تاریخی شرکت کرد. اعلامیه استقلال آذربایجان را نخستین بار حسن بیگ آقایف امضا کرد. ۱۶ ژوئن ۱۹۱۸ شورای ملی و حکومت آذربایجان به گنجه انتقال یافت. شورای ملی در جلسه مورخ ۱۷ ژوئن به دلیل وضع موجود فعالیت‌های خود را به‌طور موقت به حالت تعلیق درآورد و همه قدرت را به دولت جدید تحویل داد. تا روز افتتاح پرشکوه پارلمان آذربایجان در ۷ دسامبر ۱۹۱۸ در باکو، حسن بیگ آقایف به عنوان پزشک ارشد اداره راه‌آهن آذربایجان فعالیت داشت.
او در ماه دسامبر به عنوان نائب رئیس پارلمان انتخاب شد و بعلت عدم حضور علیمردان بیگ توپچوباش اف رئیس پارلمان در باکو، تا تاریخ ۲ فوریه ۱۹۲۰ سرپرستی ریاست پارلمان را برعهده داشت و پس از سقوط جمهوری دموکراتیک آذربایجان به تفلیس رفت.
در ۱۹ ژوئیه ۱۹۲۰ در تفلیس توسط قاتل استخدام شده ارمنی که فتحعلی خان خویسکی را به قتل رسانده بود، ترور شد. در قبرستان قدیمی مسلمانان در تفلیس (هم‌اکنون محوطه باغ گیاه‌شناسی) به خاک سپرده شد.

## روزنامه‌نگاری
حسن بیگ آقایف همچنین به فعالیت روزنامه‌نگاری مبادرت داشت. در گنجه روزنامه «قفقاز جنوبی» را منتشر ساخت (۱۹۱۱ الی ۱۹۱۲). او به عنوان رئیس انجمن روشنگری در میان مسلمانان انتخاب شد (۱۹۱۱). در گنجه همراه با خداداد بیگ رفیع بیگلی (۱۸۷۸–۱۹۲۰) یک جامعه پزشکی مشترک تأسیس کرد (۱۹۱۴).